# 比爾基夫西克
51°29′28″N 29°1′18″E / 51.49111°N 29.02167°E
比爾基夫西克（烏克蘭語：Бірківське），是烏克蘭北部的村莊，隸屬日托米爾州的科羅斯滕區。該村面積0.3平方公里，海拔高度152米，2001年人口21，人口密度每平方公里69.08人。